# Copil-minune
Pentru alte semnificații, vezi Copiii minune (dezambiguizare).

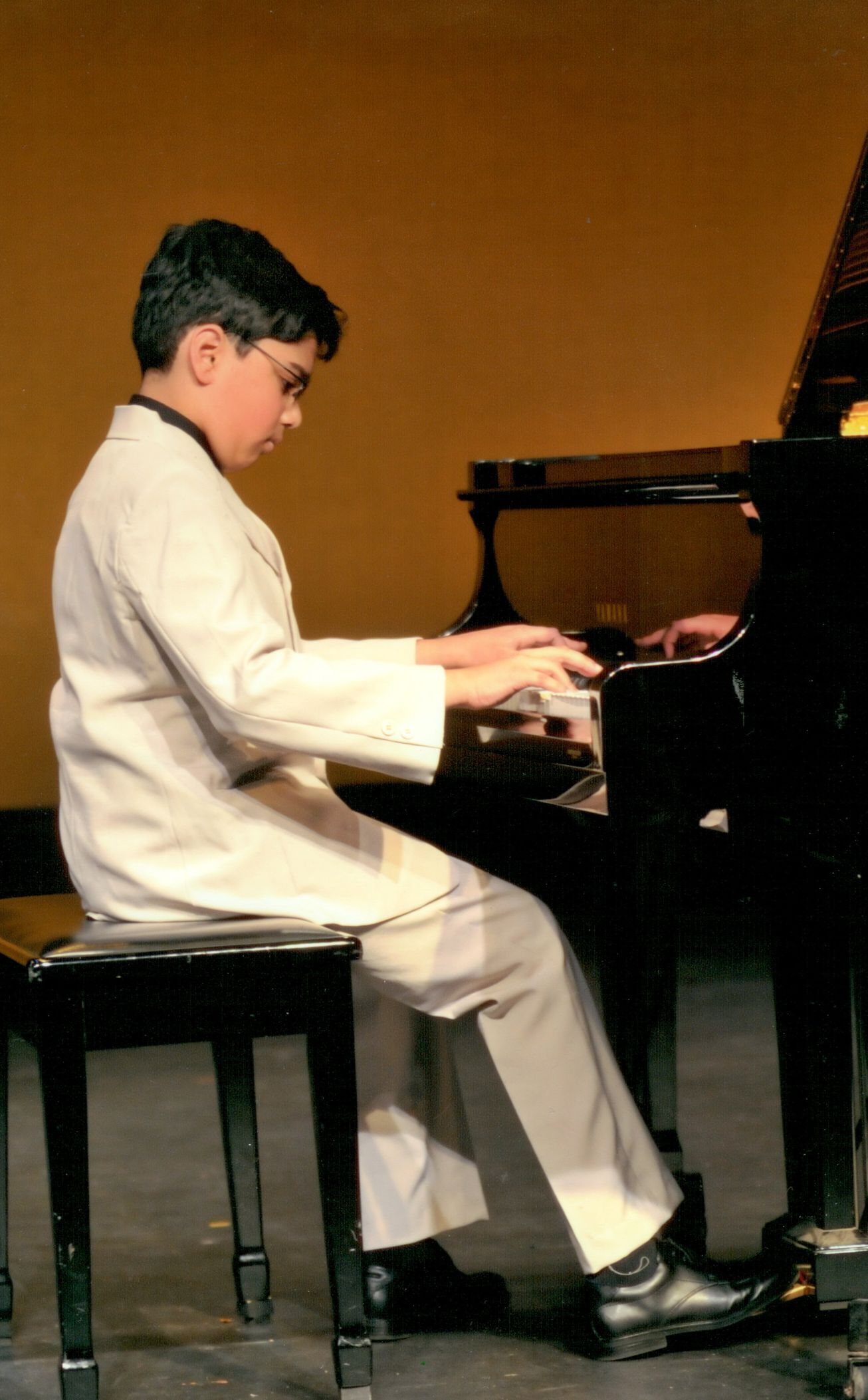
Pianistul Arjun Ayyangar în 2009

Copil-minune este considerat un copil care, încă de la o vârstă fragedă, prezintă unele aptitudini intelectuale sau artistice specifice, de regulă, numai adulților.
În limba franceză, italiană și spaniolă se numesc copii-prodigioși.   
Domeniile tipice pentru copiii minune includ matematica, șahul, literatura, artele vizuale și muzica.
Există și cazuri, criticabile, când, din ambiție personală, unii părinți încearcă să-și impună copilul ca pe un copil minune. Unii, precum Wolfgang Amadeus Mozart sau violoncelistul Zygmontofsky, au fost supuși de părinții lor la rele tratamente, inclusiv bătaie și înfometare, numai pentru a atinge un nivel superior vârstei lor.

## Exemple

### Literatură
- Daisy Ashford
- François-Thomas-Marie de Baculard d'Arnaud
- Jean-Philippe Baratier
- Boris Bergmann
- Carmen Bramly
- William Cullen Bryant
- Cécile Coulon
- Marien Defalvard
- Minou Drouet
- Barbara Newhall Follett
- Ariane Fornia
- Victor Hugo
- Alfred Jarry
- Émile Nelligan
- Raymond Radiguet
- Arthur Rimbaud
- Françoise Sagan
- Sabine Sicaud
- Sacha Sperling
- Myriam Thibault
- Voltaire

### Șah

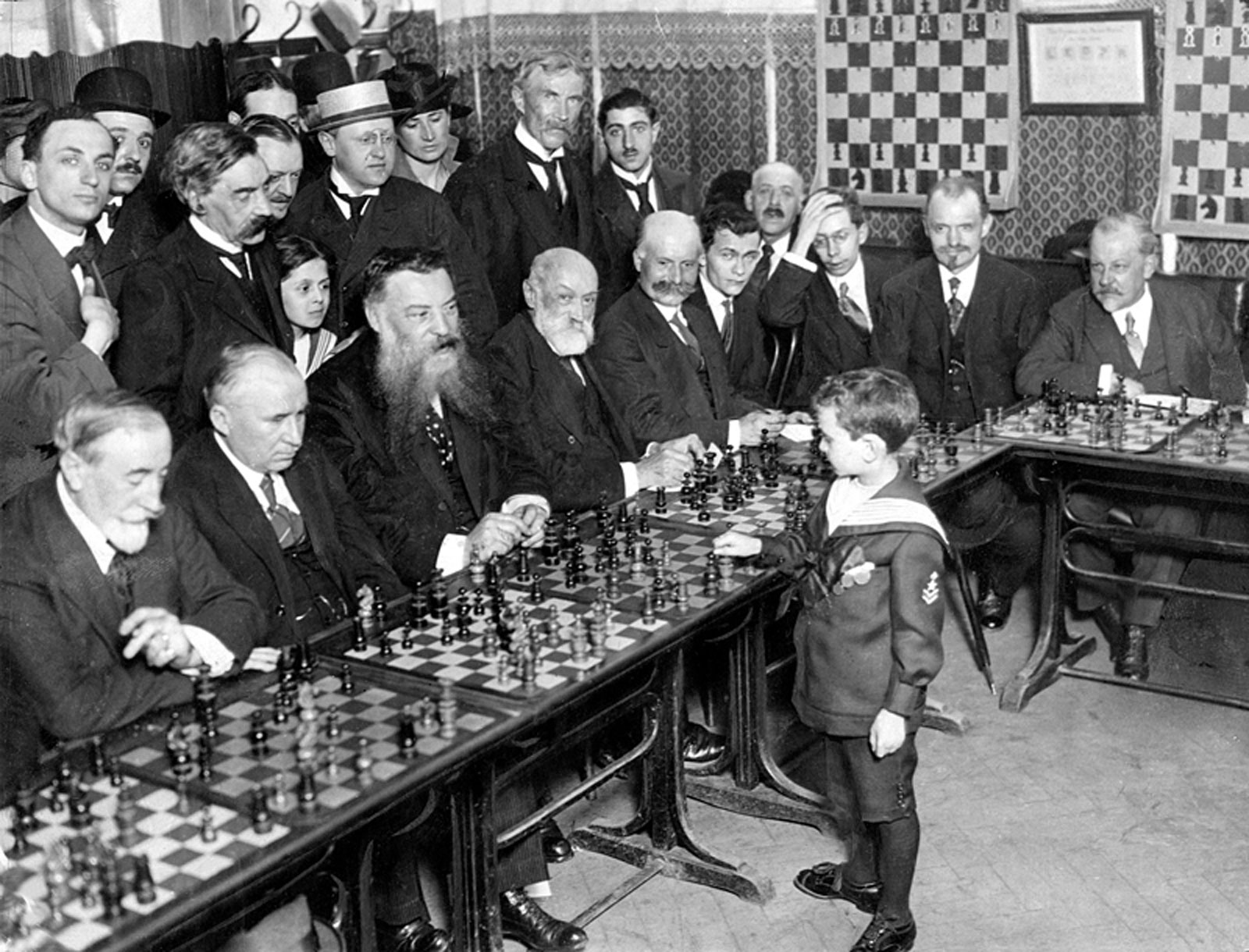
Tânărul Samuel Reshevsky jucând, la 8 ani, o simultană în Franța.

- José Raúl Capablanca
- Magnus Carlsen
- Bobby Fischer
- Sergueï Kariakine
- Garry Kasparov
- Paul Morphy
- Judit Polgár
- Samuel Reshevsky
- Nigel Short

### Muzică
- Charles-Valentin Alkan
- Arjun Ayyangar – pian
- Jason Becker
- Samuel Barber
- Emily Bear
- Ludwig van Beethoven – compozitor
- Vincenzo Bellini – compozitor
- Roberto Benzi
- Lola Bobesco
- Lili Boulanger
- Frédéric Chopin – compozitor
- Jean-François Dandrieu
- Louis-Claude Daquin
- Alma Deutscher
- Christopher Falzone
- Carl Filtsch
- Michael Jackson
- Elisabeth Jacquet de la Guerre
- Richard D. James
- Joselito – cântăreț  Spania
- Jascha Heifetz
- David Helfgott
- Joseph Joachim
- Franz Liszt
- Lorin Maazel
- Marisol – cântăreață
- André Mathieu
- Felix Mendelssohn
- Gian Carlo Menotti
- Yehudi Menuhin
- Wolfgang Amadeus Mozart
- Serguei Prokofiev
- Franz Schubert
- Niccolò Paganini
- Camille Saint-Saëns
- Joey Alexander Sila
- Nejiko Suwa
- Grace VanderWaal
- David Werdyger
- Clara Wieck (Clara Schumann)

### Arte vizuale
- Salvador Dalí – pictură
- Alexandra Nechita – pictură
- Pablo Picasso – pictură